# نادي أوغوستا الوطني للغولف
نادي أوغوستا ناشونال للغولف، ويُشار إليه أحيانًا باسم أوغوستا ناشونال، أوغوستا، أو ببساطة الناشيونال، هو نادي ريفي يقع في أوغستا، الولايات المتحدة. يشتهر باستضافة بطولة الماسترز للغولف السنوية.
أُسس من قِبل بوبي جونز وكليفورد روبرتس، وصُمم الملعب بواسطة جونز وأليستر ماكنزي وافتُتح للعب عام 1932. وعلى عكس معظم الأندية الخاصة التي تعمل كمؤسسات غير ربحية، فإن أوغوستا ناشونال شركة هادفة للربح، ولا تكشف عن دخلها أو ممتلكاتها أو قائمة أعضائها أو مبيعات التذاكر.
منذ عام 1934، استضاف النادي بطولة الماسترز، وهي واحدة من بطولات الغولف الكبرى للرجال في رياضة الغولف للمحترفين، وهي البطولة الكبرى الوحيدة التي تُلعب سنويًا في نفس الملعب. وقد احتل المرتبة الأولى في قائمة مجلة غولف ديغست لأفضل 100 ملعب في الولايات المتحدة عام 2009، كما صُنف في المرتبة العاشرة من حيث التصميم المعماري للملاعب في قائمة مجلة غولف ويك لعام 2011 لأفضل الملاعب الكلاسيكية في الولايات المتحدة.
في عام 2019، بدأ النادي في استضافة بطولة الهواة للسيدات في أوغوستا ناشونال بالشراكة مع نادي تشامبيونز ريتريت للغولف.

## التاريخ
تأسس نادي أوغوستا الوطني للغولف في عام 1932 على يد بوبي جونز وكليفورد روبرتس، على أرض تبلغ مساحتها 365 فدانًا كانت في السابق مشتلًا ومزرعة قبل الحرب الأهلية تُعرف باسم "فروتلاند" (لاحقًا "فروتلاندز"). كان جونز يسعى إلى إنشاء ملعب غولف شتوي من الطراز العالمي في ولايته الأم جورجيا. خلال العقد الأول من عمر النادي، كانت العضوية منخفضة والموارد المالية شحيحة بسبب الكساد الكبير والموقع النائي نسبيًا لمدينة أوغوستا، ما اضطر جونز وروبرتس إلى التخلي عن خطط مستقبلية لبناء "ملعب سيدات"، وملاعب اسكواش وتنس، وعدة عقارات.
كان أول محترف للنادي هو إد دودلي، الذي شغل هذا المنصب حتى عام 1957؛ وكان دودلي من أبرز لاعبي البطولات المحترفين في عصره، حيث فاز بـ15 بطولة على جولة بي جي أيه.
أُقيمت بطولة الماسترز لأول مرة في عام 1934 في محاولة لجذب الجماهير واللاعبين. وقد أقنع روبرتس جونز، الذي كان قد اعتزل اللعب حينها، بالعودة للمشاركة في البطولة. وكان جونز في البداية يعارض تسمية البطولة بـ"الماسترز".
في عام 1948، وُجّهت دعوة شخصية إلى دوايت أيزنهاور وزوجته مامي أيزنهاور من قبل روبرتس لزيارة أوغوستا. أُعجب أيزنهاور بالنادي، وأصبح عضوًا فيه، وعيّن روبرتس منفّذًا لوصيته ومستشاره المالي؛ وقد شُيّد لآيزنهاور منزل خاص على أراضي النادي يُعرف بـ"كابينة أيزنهاور". وخلال فترة رئاسته، زار أيزنهاور نادي أوغوستا الوطني 29 مرة.

## المرافق والأراضي

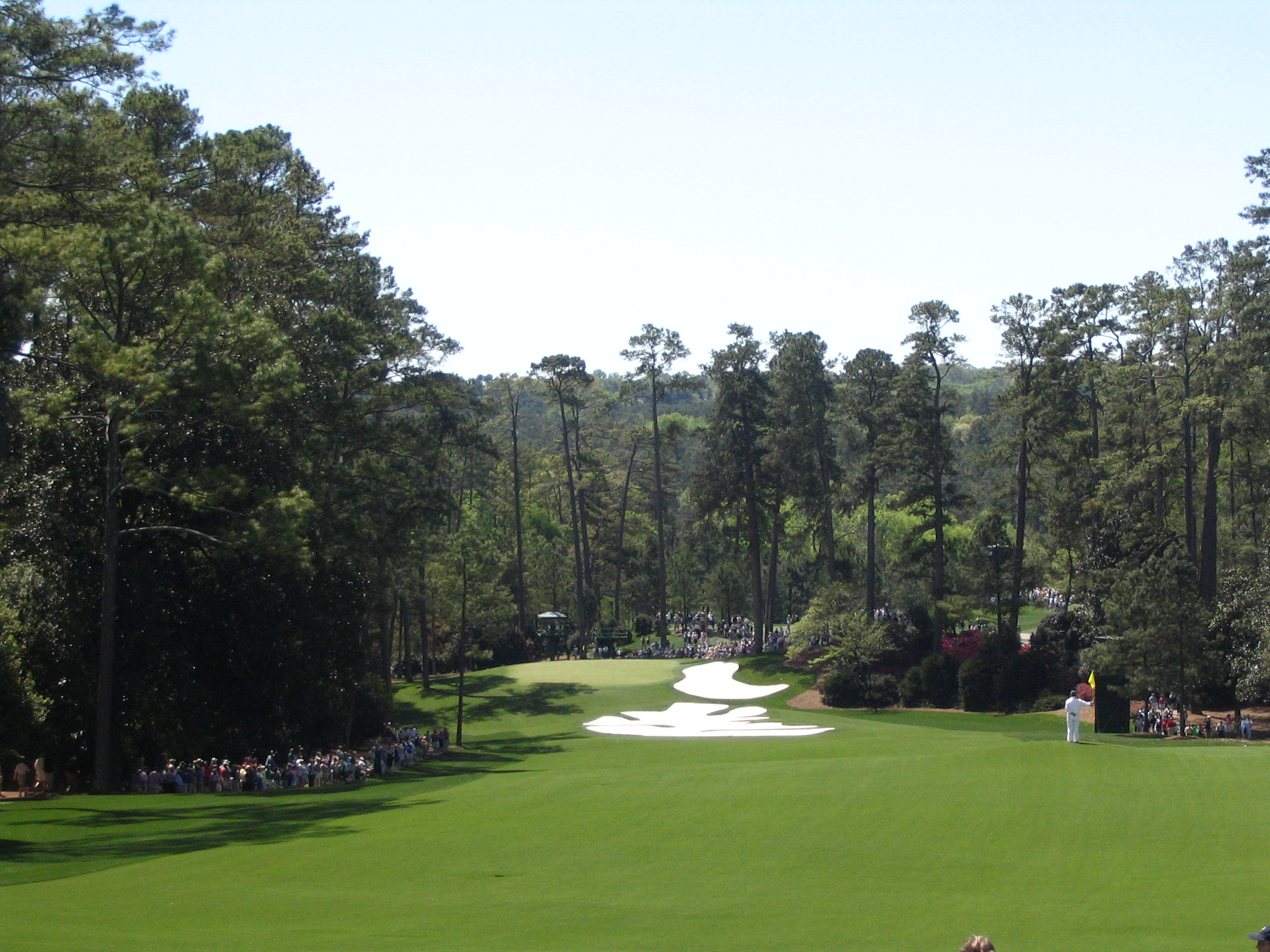
الممر الأخضر للحفرة العاشرة في عام 2006

يشتهر نادي أوغوستا بمظهره المثالي وصيانته المتقنة؛ حيث تُستورد إبر الصنوبر، وتُبث أصوات الطيور من مكبرات صوت غير ظاهرة، وحتى البرك كانت تُصبغ باللون الأزرق في السابق. ويشتهر النادي بوجود نباتات أزالية وقرانيا.
القواعد والسياسات المفروضة على الموظفين وأعضاء النادي والزوار (ويُشار إليهم داخليًا بـ"الرعاة") تُعرف بصرامتها الشديدة. يُمنع استخدام الهواتف المحمولة أو أي أجهزة إلكترونية (باستثناء مبنى الصحافة—وتُجرى عمليات تفتيش عشوائية في أماكن أخرى)؛ يُمنع الجري أو التحدث بصوت عالٍ؛ ولا يُسمح للمشجعين بالتشجيع عند ارتكاب أحد اللاعبين لخطأ. يتم تنفيذ هذه القواعد من قِبل حراس أمن تقليديًا تابعين لوكالة بينكرتون. ويُمنع المخالفون من دخول النادي بشكل دائم، بل ويمكن ملاحقتهم قضائيًا إن أمكن.
تشمل المرافق البارزة الأخرى "كابينة باتلر"، القريبة من الحفرة 18، حيث يُمنح الفائزون بالبطولة السترة الخضراء؛ ومبنى النادي الرئيسي القريب من الحفرة الأولى، والذي يعود تاريخه إلى خمسينيات القرن التاسع عشر ويحتوي على قبو نبيذ غني بالمقتنيات؛ وميدان للتدريب. وتُخصص ثلاث كبائن كبيرة على أرض النادي لرعاة البطولة—حتى عام 2020، كانت هذه الشركات هي مرسيدس-بنز، آي بي إم، وإيه تي آند تي.
يضم مبنى الصحافة في النادي استوديوهات تلفزيونية، ومطعمًا مجانيًا وخيارات للوجبات الخفيفة، ودورات مياه مخدومة، وكراسي جلدية. وترتبط الكاميرات المنتشرة في أنحاء الملعب مباشرة باستوديوهات مبنى الصحافة عبر كابلات تحت الأرض.

### مكان بيركمانز
مكان بيركمانز، الذي يُطلق عليه أحيانًا "بيركمانز" أو "بي بي"، هو مجمع تسوّق وطعام غير مفتوح للعامة بمساحة 90,000 قدم مربع، بُني عام 2012. يعمل لمدة أسبوع واحد فقط في السنة خلال بطولة الماسترز. تبلغ تكلفة تصاريح الدخول لهذا الأسبوع 10,000 دولار (ارتفاعًا من 6,000 دولار) وتُباع فقط للشركات وتتطلب موافقة نادي أوغوستا الوطني؛ ويُسمح بحد أقصى عشرة تذاكر لكل تصريح. وكما هو الحال في باقي أجزاء النادي، يُمنع استخدام الهواتف المحمولة والتصوير. يشمل السعر وجبات مجانية في خمسة مطاعم متكاملة الخدمات ضمن بيركمانز، كل منها قادر على استيعاب مئات الضيوف: مطعم مأكولات أوغوستا البحرية، ومطعم كالمتي جاين، وإيكز بليس، وماكنزيز بَب، والباڤيليون. تُنظّف دورات المياه بعد كل استخدام. ويوجد متجر للمحترفين وأربعة ميادين تدريب على الضرب تُعرف بـ"تجربة البَتينغ"، تشمل ثلاث نسخ مصغرة قليلاً من الحفر 7 و14 و16، بالإضافة إلى "ملعب مركّب". يُتاح لزوار بي بي استخدام موقف سيارات ومدخل خاص (البوابة 9). ويقع المجمع بالقرب من الحفرة 5.
سُمّيت "مكان بيركمانز" على اسم البلجيكي لويس ماتيو بيركمانز، الذي كانت عائلته تملك الأرض التي أُنشئ عليها النادي من عام 1858 حتى عام 1910.

### المسار

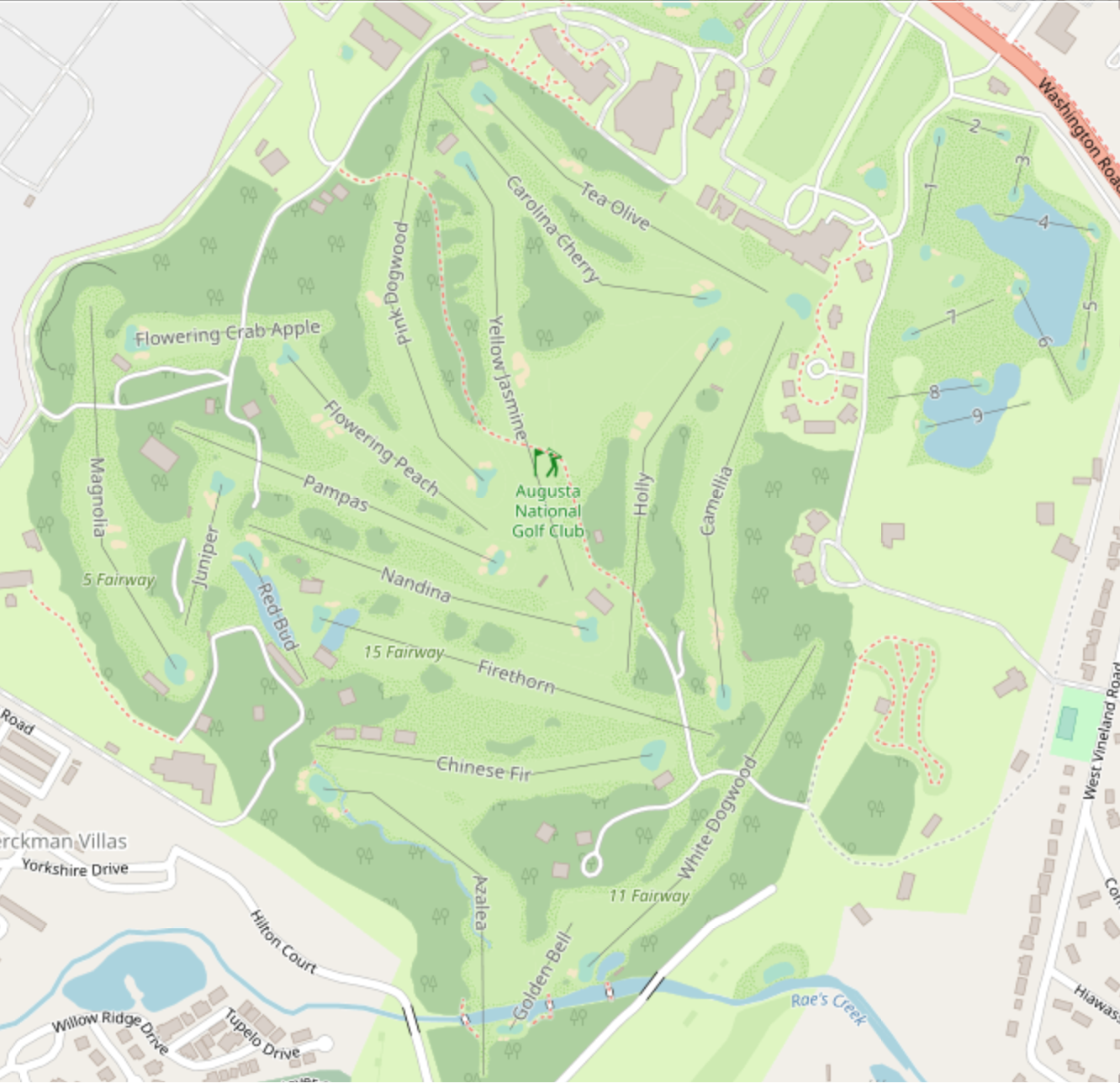
مخطط ملعب أوغوستا الوطني للغولف

كان الملعب في السابق مشتلًا، وقد سُمّيت كل حفرة في الملعب باسم الشجرة أو الشجيرة التي ارتبطت بها. وقد أُعيدت تسمية عدة حفر في التسعة الأولى، بالإضافة إلى الحفرة رقم 11.
| الحفرة  | الاسم                 | الياردات | المعدل  |         | الحفرة         | الاسم   | الياردات | المعدل |
| ------- | --------------------- | -------- | ------- | ------- | -------------- | ------- | -------- | ------ |
| 1       | عبقة أريجية           | 445      | 4       |         | 10             | كاميليا | 495      | 4      |
| 2       | قرانيا فلوريدا        | 585      | 5       | 11      | قرانيا فلوريدا | 520     | 4        |        |
| 3       | دراق                  | 350      | 4       | 12      | هيفل           | 155     | 3        |        |
| 4       | تفاح                  | 240      | 3       | 13      | أزالية         | 545     | 5        |        |
| 5       | مغنولية كبيرة الأزهار | 495      | 4       | 14      | السرو الصيني   | 440     | 4        |        |
| 6       | عرعر فرجينيا          | 180      | 3       | 15      | شوك النار      | 550     | 5        |        |
| 7       | أشيرية سلوفية         | 450      | 4       | 16      | زمزريق كندي    | 170     | 3        |        |
| 8       | أرطاة صفراء           | 570      | 5       | 17      | ناندين         | 440     | 4        |        |
| 9       | كرز كارولينا          | 460      | 4       | 18      | بهشية ظلامية   | 465     | 4        |        |
| الأمام  | الأمام                | 3,775    | 36      | الخلف   | الخلف          | 3,780   | 36       |        |
| المصدر: | المصدر:               | المصدر:  | المصدر: | المصدر: | المجموع        | المجموع | 7,555    | 72     |

أطوال الملعب في بطولة الماسترز عند بداية كل عقد:
| - 2020: 7,475 يارد (6,835 م) - 2010: 7,435 يارد (6,799 م) - 2000: 6,985 يارد (6,387 م) - 1990: 6,905 يارد (6,314 م) - 1980: 7,040 يارد (6,437 م) | - 1970: 6,980 يارد (6,383 م) - 1960: 6,980 يارد (6,383 م) - 1950: 6,900 يارد (6,309 م) - 1940: 6,800 يارد (6,218 م) |

على خلاف معظم ملاعب الغولف الخاصة أو العامة في الولايات المتحدة، لم يتم تصنيف نادي أوغوستا الوطني للغولف مطلقًا. خلال بطولة الأساتذة 1990، قام فريق من المقيمين من الولايات المتحدة، نظمه غولف ديغست، بتقييم الملعب ومنحه تصنيفًا غير رسمي بلغ 76.2. وأُعيد تقييمه عام 2009 ومنح تصنيفًا غير رسمي قدره 78.1.
تُصان المساحات الخضراء في الملعب بعناية فائقة لتوفير سطح لعب سريع وصلب. وتُعزز هذه الصلابة بواسطة نظام ري وتهوية تحت الأرض يُعرف باسم نظام "SubAir"، تم تطويره وتركيبه عام 1994 بواسطة المشرف على الملعب مارش بنسون. تطور نظام SubAir لاحقًا إلى شركة مستقلة في منطقة غرانايتفيل، كارولاينا الجنوبية، تُصمم وتُركب أنظمة شفط مياه تلقائية مماثلة في أماكن مثل روابط غولف بيبل بيتش، ونادي إيست ليك للغولف، وملعب سيتي فيلد، وملعب سيتيزنز بنك.
أما مصائد الرمال في الملعب فلا تُملأ بالرمل التقليدي، بل بمادة المرو محببة تُعرف باسم "رمل سبرَوس باين" وSP55، وهي منتج ثانوي ناتج عن عمليات التعدين في مناجم فلسبار ضمن منطقة تعدين سبرُوس باين في محيط سبرُوس باين في كارولاينا الشمالية. وقد بدأ استخدام رمل سبرُوس باين في مصائد ملعب أوغوستا منذ أوائل السبعينيات، عندما زار كليفورد روبرتس نادي غولف لينفيل في لينفيل، كارولاينا الشمالية، الذي كان يستخدم هذه المادة. وبما أن الشركة المُزودة للرمل رفضت تلقي أجر، فقد عرض روبرتس استضافة مالك الشركة في أوغوستا في أي وقت، ثم أهداه لاحقًا ست بطاقات لحضور بطولة الأساتذة.
وذكر موقع GolfClubAtlas.com المعني بفن عمارة ملاعب الغولف أن "نادي أوغوستا الوطني شهد تغييرات أكثر منذ تأسيسه مقارنة بأي من أفضل عشرين ملعبًا في العالم تقريبًا. وصفه بأنه ملعب ماكنزي هو دعاية زائفة، لأن ملامحه قد زالت عمليًا، ولم يتبقَ سوى تخطيطه العام". ويضيف مؤلفو الموقع أن ماكنزي وجونز تأثرا بشدة بالملعب القديم في سانت أندروز، وكانا يعتزمان أن يكون "اللعب الأرضي" جوهريًا في تصميم الملعب. لكن، ومنذ افتتاح أوغوستا، سعى روبرتس إلى تقليص تأثير "اللعب الأرضي"، وتمكن من تنفيذ ذلك بحرية، نظرًا لوفاة ماكنزي بعد الافتتاح بوقت قصير، وانسحاب جونز من النشاط بسبب الحرب العالمية الثانية ثم إصابته بتكهف النخاع. ويضيف المؤلفون أن "[مَع اختفاء اللعب الأرضي، أصبح الملعب عرضةً بشكل خاص لتطور التكنولوجيا، مما استتبع سلسلة من التعديلات التي نفذها ما لا يقل عن 15 'مهندسًا معماريًا' مختلفًا". ويعرض موقع "تاريخ ملاعب الغولف" مقارنة جوية للتغيرات المعمارية في الملعب بين عامي 1938 و2013.
من بين التعديلات التي طرأت على الملعب تلك التي أجراها المهندس بيري ماكسويل عام 1937، بما في ذلك تعديل شمل الحفرة الحالية رقم 10. عندما افتتح ملعب أوغوستا الوطني للعب لأول مرة في يناير 1933، كانت الحفرة الافتتاحية (التي تُعرف الآن بالحفرة العاشرة) عبارة عن حفرة بار 4 سهلة نسبيًا يتجاوز طولها بقليل 400 ياردة. وكان اللعب فيها يبدأ من منصة مرتفعة، ولا تتطلب أكثر من ضربة حديدية قصيرة أو إسقاطة للوصول إلى الحفرة. في عام 1937، نقل ماكسويل الحفرة إلى موقعها الحالي—على قمة التل، على بُعد نحو 50 ياردة من الموقع القديم—وحولها إلى أصعب حفرة في تاريخ بطولة الأساتذة. وقد وصف بين كرينشاو عمل ماكسويل على الحفرة العاشرة بأنه "واحدة من أعظم اللمسات في عمارة ملاعب الغولف".
في بطولة عام 1999، تم إدخال جزء قصير من الحشائش حول الممرات الرئيسية. يُشار إليه باسم "القص الثاني"، وهو أقصر بكثير من الحشائش الأولية الموجودة في ملاعب الجولف الأخرى، حيث يبلغ متوسط طوله 1.625 بوصة (4.13 سـم). والغرض منه هو تقليل قدرة اللاعب على التحكم في الكرة عند الضرب منها، وتشجيع دقة أعلى في إرسال الكرة إلى الممر الرئيسي.

#### زاوية آمين
الضربة الثانية في الحفرة 11، والحفرة 12 بأكملها، وأول ضربتين في الحفرة 13 في ملعب أوغوستا تُعرف باسم "زاوية آمين". وقد استُخدم هذا المصطلح لأول مرة في المطبوعات بواسطة الكاتب هربرت ارين ويند في مقاله في مجلة سبورتس إليسترايتد بتاريخ 21 أبريل 1958 حول بطولة الماسترز لذلك العام. وفي مقال بمجلة غولف ديغست في أبريل 1984، أي بعد 26 عامًا، شرح ويند أصل التسمية. قال إنه كان يبحث عن عبارة جذابة مثل "الزاوية الساخنة" في البيسبول أو "زاوية التابوت" في كرة القدم الأمريكية ليصف بها موقعًا في الملعب جرت فيه أكثر لحظات الجولف إثارة (مثل قضية قواعد بالمر-فينتوري في الحفرة الثانية عشر، المتعلقة بحكم على كرة غائرة والطريقة التي تمت معالجتها بها، على وجه الخصوص). وهكذا وُلد اسم "زاوية آمين". قال إنه استوحاه من عنوان ألبوم جاز كان قد سمعه في منتصف الثلاثينيات لفرقة يقودها شيكاغوي يُدعى ميز ميزرو، بعنوان الصراخ في تلك الزاوية آمين.
وفي مقال بمجلة غولف ديغست في أبريل 2008، قدم الكاتب بيل فيلدز معلومات جديدة حول أصل الاسم. كتب أن ريتشارد مور، مؤرخ في الجاز والجولف من كارولاينا الجنوبية، حاول شراء نسخة من تسجيل ميزرو القديم على أسطوانة 78 دورة لاستخدامها في معرض "زاوية آمين" الذي كان يعده لمتحف الجولف في بحيرة أهميك، أونتاريو. وبعد بحث موسع، اكتشف مور أن هذا التسجيل لم يكن موجودًا أصلًا. وكما قال مور، فإن ويند، الذي كان عاشقًا لموسيقى الجاز، قد "ارتكب خطأ للأسف في ذاكرته بعد 26 عامًا". وأوضح أنه بينما كان ويند في جامعة ييل، كان بلا شك يعرف النسخة الشهيرة من الأغنية (بعنوانها الصحيح "الصراخ في تلك الزاوية آمين" من تأليف آندي رازاف)، والتي سجلها فرقة دورسي براذرز، وغنتها ميلدريد بيلي (رقم الأسطوانة 6655 على علامة برونزويك) في عام 1935. أخبر مور فيلدز أنه، بصفته من كبار المعجبين بعمل ويند على مر السنين، تردد لعدة أشهر في الكشف عن اكتشافه الذي يتناقض مع ذاكرة ويند. وقد نُشر اكتشاف مور أولاً في مجلة غولف وورلد عام 2007، قبل مقال فيلدز الأطول في غولف ديغست عام 2008.
في عام 1958، تفوّق أرنولد بالمر على كين فينتوري ليفوز بالبطولة بعد نجاحات بطولية في زاوية آمين. كما شهدت زاوية آمين لحظات بارزة في تاريخ بطولة الماسترز، مثل تسجيل بايرون نيلسون لطائر ونسر في الحفرتين 12 و13 في عام 1937، وإنقاذ صامويل سنيد الكرة من الماء في الحفرة 12 عام 1949 مما قاده إلى الفوز. ومن الجانب السلبي، فإن الرباعية المضاعفة التي ارتكبها جوردن سبيث في الحفرة 12 خلال الجولة النهائية يوم الأحد في عام 2016 كلفته تقدمه بفارق ضربتين وأدت في النهاية إلى خسارته البطولة.

#### "شجرة البلوط الكبيرة"
تقع "شجرة البلوط الكبيرة" في جانب ملعب الغولف من النادي، وقد زُرعت في خمسينيات القرن التاسع عشر.

#### شجرة آيزنهاور

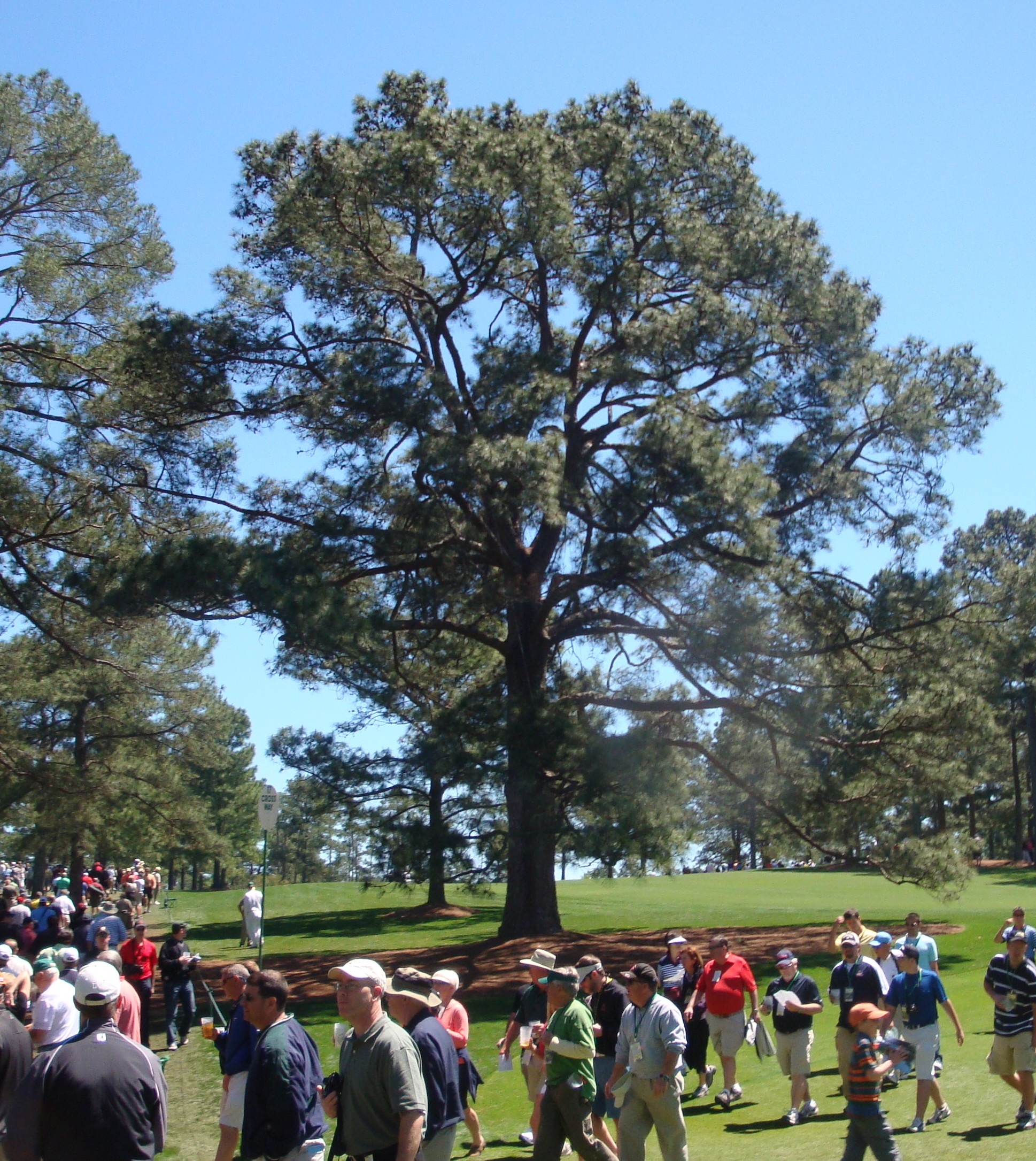
شجرة آيزنهاور عام 2011

تُعرف أيضًا باسم "صنوبرة آيزنهاور"، وهي من نوع الصنوبر اللوبيلي، وكانت تقع عند الحفرة رقم 17، على بُعد حوالي 210 يارد (190 م) من منصة الانطلاق الخاصة ببطولة الماسترز. كان رئيس الولايات المتحدة دوايت آيزنهاور، عضوًا في نادي أوغوستا الوطني، يصطدم بهذه الشجرة كثيرًا لدرجة أنه اقترح في اجتماع للنادي عام 1956 قطعها. ولعدم رغبته في إهانة الرئيس، أنهى رئيس النادي كليفورد روبرتس الاجتماع فورًا بدلًا من رفض الطلب. في فبراير 2014، أُزيلت شجرة آيزنهاور بعد أن تعرضت لأضرار جسيمة بسبب عاصفة ثلجية.

#### بركة آيك
خلال زيارة إلى نادي أوغوستا الوطني، عاد الجنرال آيزنهاور من نزهة في الغابة في الجزء الشرقي من الأرض وأخبر كليفورد روبرتس بأنه وجد موقعًا مثاليًا لبناء سد إذا كان النادي يرغب في إنشاء بركة سمك. وقد بُنيت بركة آيك ليصطاد فيها آيزنهاور، وسُميت باسمه؛ ويقع السد في الموقع الذي أشار إليه آيزنهاور تمامًا.
توفي روبرتس منتحرًا بجوار بركة آيك في 29 سبتمبر 1977.

#### خور راي
يخترق خور راي الركن الجنوبي الشرقي من أرض نادي أوغوستا الوطني. يمر الخور أمام الحفرة رقم 12، وله رافد ظاهر عند منصة الانطلاق رقم 13، ويتدفق خلف الحفرة رقم 11. وهذا هو أدنى نقطة في الارتفاع ضمن الملعب. تعبر جسور هوغان ونيلسون الخور بعد منصتي الانطلاق 12 و13 على التوالي. سُمّي الخور نسبةً إلى مالك الأرض السابق جون راي، الذي توفي عام 1789. وكان منزل راي هو أبعد حصن على نهر سافانا من حصن أوغوستا. وقد وفر المنزل الأمان للسكان أثناء الهجمات الهندية عندما كان الحصن بعيدًا عن المتناول.

#### جسر سارازين
كان جسر سارازين أول معلم يُسمى على اسم لاعب. وهو جسر مشاة مسطح من الحجر يغطي السد إلى يسار البركة أمام الحفرة رقم 15، وهو موقع "الضربة التي سُمع صداها حول العالم" التي سددها جين سارازين في بطولة الماسترز عام 1935. يوجد على الجسر لوحة كُتب عليها: "أُنشئ لإحياء الذكرى العشرين لـ 'الإيغل المزدوج' الشهير الذي سجله جين سارازين في هذه الحفرة، في 7 أبريل 1935، مما جعله يتعادل مع كريغ وود، وفاز في الجولة الفاصلة بالنسخة الثانية من بطولة الماسترز. أُهدي الجسر في 6 أبريل 1955."

### العقارات
على مدار العقود، اشترى نادي أوغوستا الوطني أراضي مجاورة وأعاد تطويرها. بين عامي 1999 و2019، أنفق النادي حوالي 200 مليون دولار لشراء 100 عقار منفصل بمساحة تزيد عن 270 فدانًا، يقع بعضها على بعد أكثر من ميل من النادي الرئيسي. يتم ترتيب معظم عمليات الشراء من خلال شركات ذات مسؤولية محدودة مرتبطة بالنادي بهدف إخفاء تفاصيل المعاملات. من المعروف أن أكثر من اثنتي عشرة من هذه الشركات موجودة، وقد يشارك ما يصل إلى خمس منها في عملية شراء واحدة. في النهاية، يشتري نادي أوغوستا الوطني كل شركة ذات مسؤولية محدودة، مستحوذًا على ممتلكاتها، مما يمنع الإعلان عن أسعار العقارات. كما تُستخدم اتفاقيات عدم الإفشاء بشكل شائع.
لقد استحوذ نادي أوغوستا الوطني على مراكز تسوق كاملة ومجمعات سكنية وهدمها وأعاد تطويرها. وساهم النادي في تمويل مشروع لإعادة توجيه شارع بيركمانز. كما أنشأ نفقًا كبيرًا تحت شارع واشنطن يربط بمركز الاتصالات العالمي الذي استُخدم لأول مرة في بطولة الماسترز 2021. بُني النفق دون تعطيل حركة المرور فوق شارع واشنطن، وهو كبير بما يكفي لتمر عبره شاحنة ذات 18 عجلة.
ونظرًا للمبالغ التي أنفقتها أوغوستا الوطني لشراء الأراضي، اضطر أصحاب المنازل في مقاطعة ريتشموند إلى التقدم بطلب للحصول على تقييمات ضريبية عقارية خاصة لتقليل آثار أنشطة النادي. كما بدأ المستثمرون بشراء عقارات وشقق مجاورة للنادي.

## العضوية
يضم نادي أوغوستا الوطني للغولف حوالي 300 عضو في أي وقت معين. العضوية تكون فقط عبر الدعوة؛ فلا توجد عملية تقديم طلب للانضمام. في عام 2004، نشرت صحيفة يو إس إيه توداي قائمة بجميع الأعضاء الحاليين آنذاك. يُعتقد أن تكلفة العضوية تتراوح بين 100,000 و300,000 دولار، وقد قُدرت الرسوم السنوية في عام 2020 بأنها تقل عن 30,000 دولار سنويًا. يُشار أحيانًا إلى أعضاء النادي باسم "السترات الخضراء".
على مدى عقود، منع النادي عضوية الأمريكيين من أصول أفريقية. وقال المؤسس المشارك روبرتس، الذي شغل لاحقًا منصب رئيس النادي: "طالما أنا حي، سيكون جميع لاعبي الغولف من البيض وجميع الحمالين من السود".
في عام 1990، دعا نادي أوغوستا ووافق على انضمام أول عضو أمريكي من أصل أفريقي، وهو المدير التنفيذي التلفزيوني رون تاونسند، وذلك بعد أن رفض نادي نادي شوال كريك للغولف والبلد، وهو نادٍ أبيض بالكامل في ألاباما، قبول عضوية أمريكيين من أصول أفريقية. كما واجه النادي مطالبات بعدم إقامة بطولة PGA هناك بسبب تعليقات عنصرية من قبل مؤسس النادي.
في المؤتمر الصحفي الذي سبق بطولة الأساتذة عام 2012، رفض الرئيس بيلي باين مناقشة رفض النادي قبول النساء. وقد دافع عن موقف النادي مشيرًا إلى أنه في عام 2011، تم لعب أكثر من 15% من الجولات غير المرتبطة بالبطولة من قبل نساء كن ضيفات أو زوجات لأعضاء نشطين. ومع ذلك، في 20 أغسطس 2012، قبل نادي أوغوستا الوطني أول امرأتين كعضوين: كونداليزا رايز ودارلا مور.

### أعضاء بارزون
تشمل قائمة الأعضاء الحاليين البارزين ما يلي:
- آنا باتريسيا بوتين، مصرفية إسبانية ورئيسة تنفيذية لمجلس إدارة بنك سانتاندر[50]
- وارن بافت، الرئيس التنفيذي لشركة بيركشير هاثاواي[40][51]
- بيت كورز، الرئيس السابق لمجلس الإدارة والرئيس التنفيذي لشركتي كورز للتخمير ومولسون كورس[40]
- ديفيد فار، رئيس مجلس الإدارة والرئيس التنفيذي لشركة إمرسون إلكتريك
- جو تي فورد، المؤسس المشارك والرئيس التنفيذي السابق لشركة ألتيل
- بيل غيتس، المؤسس المشارك ورئيس مجلس إدارة شركة مايكروسوفت[1][51]
- لويس جرستنر، مدير تنفيذي سابق في شركة IBM[1]
- روجر غودل، مفوض الدوري الوطني لكرة القدم الأمريكية[5][52]
- بات هادن، لاعب كرة قدم أمريكية سابق ومدير رياضي سابق في جامعة جنوب كاليفورنيا[53]
- لو هولتز، مدرب كرة قدم جامعية سابق[40]
- روب مانفريد، مفوض دوري البيسبول الرئيسي[54]
- بيتون مانينغ، لاعب كرة قدم أمريكية سابق[55]
- هيو ماكول، الرئيس التنفيذي السابق لـبنك أمريكا[51]
- دارلا مور، سيدة أعمال من ولاية كارولاينا الجنوبية[48]
- جاك نيكولاس، لاعب غولف في قاعة مشاهير الغولف، فاز ببطولة الماسترز ست مرات، وهو بطل الماسترز الوحيد الذي يعد عضوًا منتظمًا حاليًا في النادي[56]
- سام نَن، عضو سابق في مجلس الشيوخ الولايات المتحدة عن ولاية جورجيا[5][40][51]
- سام بالميسانو، الرئيس التنفيذي السابق لشركة آي بي إم[40][51]
- كونداليزا رايس، وزيرة خارجية الولايات المتحدة السابقة[48]
- جيمس دي. روبنسون الثالث، الرئيس التنفيذي السابق لشركة أمريكان إكسبريس[51]
- جين رومتي، الرئيسة السابقة لمجلس الإدارة والرئيسة التنفيذية لشركة آي بي إم[50]
- مات روز، الرئيس التنفيذي السابق لشركة بي إن إس إف
- أنيكا سورينستام، لاعبة غولف في قاعة مشاهير الغولف[50]
- لين سوان، لاعب كرة قدم أمريكية سابق[57]
- ريكس تيلرسون، وزير خارجية الولايات المتحدة السابق، والرئيس التنفيذي السابق لشركة إكسون موبيل[5]
- توبي إس. ويلت، من شركة تي إس دبليو للاستثمارات[58]

الأعضاء المتوفون يشملون:
- فرانك برويلز، مدرب كرة قدم جامعية ومدير رياضي في جامعة أركنساس[59]
- دوايت أيزنهاور، الرئيس الرابع والثلاثون لـالولايات المتحدة[5]
- فريمان غوسدن، مؤدي إذاعي وكوميدي[5]
- ملفين ليرد، الولايات المتحدة
- أرنولد بالمر، عضو في قاعة مشاهير الغولف العالمية وبطل بطولة الأساتذة أربع مرات، وكان أيضًا عضوًا دائمًا في النادي[56]
- روبرت سومنر، قس ومؤلف
- تي. بون بيكنز الابن، قطب نفط[40][51]
- جاك ويلش، الرئيس التنفيذي لـجنرال إلكتريك[1][60]
- جون هاي ويتني، سفير ومحسن ساعد في تمويل فيلم ذهب مع الريح (فيلم)[5]
- روبرت دبليو. ودروف، رئيس كوكا كولا (شركة) ومحسن[5]
- دبليو. توماس رايس، لواء ورئيس تنفيذي لشركة سكك حديدية ومؤسس مشارك في شركة سي إس إكس[61]
- صموئيل بي. كيسي جونيور، رئيس مجلس الإدارة والرئيس التنفيذي لشركة بولمان إنك.

### الرؤساء
- كليفورد روبرتس (1931–1976)
- ويليام لين (1976–1980)
- هورد هاردن (1980–1991)
- جاكسون تي. ستيفنز (1991–1998)
- هوتي جونسون (1998–2006)
- ويليام بورتر باين (2006–2017)
- فريد ريدلي (2017–حتى الآن)[5]

يخدم الرؤساء لفترة غير محددة. ويُعد الرئيس هو الشخص الوحيد المخول رسميًا لمناقشة بطولة الماسترز علنًا.
في عام 1966، مرر المجلس الحاكم لنادي أوغوستا الوطني قرارًا يكرم فيه المؤسس بوبي جونز بمنحه لقب "الرئيس مدى الحياة".

### جدل العضوية في 2002
اشتهر نادي أوغوستا الوطني ورئيسه حينها هوتي جونسون، بخلافهما الذي بدأ في عام 2002 مع مارثا بورك، التي كانت حينها رئيسة المجلس الوطني لمنظمات النساء ومقره واشنطن؛ نشأ النزاع بسبب رفض نادي أوغوستا قبول عضوية نسائية. صرّحت بورك أنها اكتشفت سياسات النادي من خلال عمود في صحيفة USA Today نُشر في 11 أبريل 2002. ثم أرسلت رسالة خاصة إلى جونسون، مفادها أن استضافة بطولة الماسترز في نادٍ خاص بالذكور فقط يُعد تحيزًا جنسيًا. وصف جونسون نهج بورك بأنه "هجومي وقسري". تعاقد النادي مع شركة الاستشارات وومن تريند، والتي أجرت استطلاعًا أظهر أن "سياسات عضوية نادي أوغوستا الوطني لم تكن من أولويات اهتمامات النساء"، وقد وصفت بورك هذا الاستطلاع بأنه "غير أخلاقي". وردًا على الجهود التي ربطت القضية بالتمييز الجنسي والحقوق المدنية، أكد جونسون أن المسألة تتعلق بحقوق أي نادٍ خاص:
| « | عضويتنا أحادية الجنس تمامًا كما هو الحال في العديد من المنظمات والأندية الأخرى في جميع أنحاء أمريكا. وتشمل هذه الدوريات النسائية، والجمعيات الطلابية، والكشافة من الفتيان والفتيات، والعديد غيرها. ولدينا جميعًا الحق الأخلاقي والقانوني في تنظيم أنديتنا كما نريد. | » |

زعمت بورك، والتي كان لقب طفولتها أيضًا "هوتي"، أنها وُصفت بأنها "تكره الرجال، ومعادية للأسرة، ومثلية، وجميع الصفات المعتادة". وقد صُوِّر جونسون كشخصية من نوع السيناتور كلاقهورن—"مدافع متحمس عن كل ما هو جنوبي".
عقب الخلاف، استقال عضوان من النادي: توماس إتش. وايمان، الرئيس التنفيذي السابق لشركة سي بي إس، وجون دبليو. سنو، عندما رشحه الرئيس جورج دبليو. بوش لمنصب وزير الخزانة. وبسبب الضغط على الرعاة التجاريين، قام النادي ببث بطولتي 2003 و2004 دون إعلانات. وقد ناقشت اللجنة الأولمبية الدولية هذا الجدل عند إعادة تقييم ما إذا كانت رياضة الغولف تستوفي معايير الألعاب الأولمبية كـ"رياضة تُمارس دون تمييز وبروح من الصداقة والتضامن واللعب النظيف". وفي 20 أغسطس 2012، منح نادي أوغوستا الوطني العضوية لكل من كونداليزا رايز ودارلا مور.
في عام 2018، أعلن الرئيس فريد ريدلي أن النادي سيُطلق بطولة الهواة للسيدات في أوغوستا الوطنية عام 2019، وهي بطولة من 54 حفرة مخصصة لأفضل اللاعبات الهواة في العالم.

## السترة الخضراء
يتلقى كل عضو في نادي أوغوستا الوطني سترة رياضية خضراء تحمل شعار النادي على الجانب الأيسر من الصدر. يُطلب من الأعضاء ارتداء هذه السترات خلال البطولة، ولا يُسمح بإخراجها من أراضي النادي. تعود فكرة السترة الخضراء إلى المؤسس الشريك للنادي كليفورد روبرتس. ويعتقد الكثيرون أنه أراد أن يتمكن الزوار خلال البطولة من التعرف بسهولة على أعضاء النادي. منذ فوز سام سنياد في عام 1949، حصل الفائز ببطولة الماسترز في كل عام على سترة خضراء، رغم أنه لا يحصل على عضوية النادي. يتم تقديم السترة للفائز الجديد من قِبل الفائز ببطولة العام السابق، وإذا لم يكن الفائز السابق متاحًا أو فاز بالبطولة لسنتين متتاليتين، يتولى رئيس النادي الحالي عملية التقديم. حتى عام 1967، كانت السترات تُصنع من قبل الأخوان بروكس، ومنذ ذلك الحين يتم تصنيعها من قبل شركة هاملتون في سينسيناتي، باستخدام صوف يتم إنتاجه في مصنع فيكتور فروستمان في دبلن، جورجيا.
الفائز الحالي ببطولة الماسترز هو الوحيد الذي يُسمح له بإخراج السترة الخضراء من النادي، وذلك لمدة عام واحد فقط. قبل تطبيق هذا الحد الزمني، تم بيع سترات عدد من أبطال الماسترز السابقين بعد وفاتهم لهواة الجمع. ونتيجة لذلك، بذل أعضاء نادي أوغوستا الوطني جهودًا كبيرة لاستعادة النماذج المتبقية. حاليًا، توجد سترتان فقط خارج أراضي النادي بموافقة رسمية. عندما فاز جاري بلاير لأول مرة ببطولة الماسترز عام 1961، أخذ سترته إلى جنوب إفريقيا. ولسنوات، أصرّ مجلس الإدارة على أن يعيد بلاير السترة، لكنه ظل "ينسى" أو يقدّم أعذارًا فكاهية مبتكرة لعدم إعادتها. وبعد أن أصبح الأمر مادة للمزاح المتكرر، سمح له أعضاء النادي بالاحتفاظ بها، وهي معروضة حاليًا في متحفه الشخصي. السترة الثانية تعود إلى بطل بطولة 1938 هنري بيكار، الذي أخذها من النادي قبل أن تُرسّخ التقاليد. وهي معروضة حاليًا في "صالة بيكار" في نادي كانتربري للغولف بمدينة بيتشوود. إلى جانب سنياد، تم منح الفائزين التسعة السابقين سترات خضراء في عام 1949، وأصبحت تعرف باسم "السترات العشر الأصلية".
بيعت سترة هورتون سميث، التي مُنحت له لفوزه في 1934 و1936، في مزاد في سبتمبر 2013 بأكثر من 682,000 دولار؛ وهو أعلى سعر دُفع على الإطلاق لقطعة تذكارية في الغولف. توفي سميث عن عمر يناهز 55 عامًا في عام 1963، وكانت السترة في حوزة أبناء زوجة شقيقه رين لعقود.
اللون الأخضر المسجّل كعلامة تجارية يُحدد وفق معيار بانتون بالرقم 342.

## الكاديات
يُوظِّف نادي أوغوستا الوطني طاقمًا من الكاديّون لمساعدة الأعضاء والضيوف والمحترفين. ويرتدي طاقم الكاديات زيًا موحدًا مميزًا يتمثل في بذلات بيضاء طوال العام.
قبل بطولة الماسترز 1983، كان يتم تعيين كاديات الطاقم للاعبين في بطولة الماسترز. كانت جميع البطولات الأربع الكبرى وبعض بطولات الجولة تتطلب استخدام كاديات النادي المضيف حتى سبعينيات القرن العشرين،—وكانت أمريكا المفتوحة تتبع هذه السياسة حتى 1975،—لكن بحلول عام 1980، كانت بطولة الماسترز والبطولة الغربية المفتوحة قرب شيكاغو هما الوحيدتان اللتان احتفظتا بهذا الشرط. من بين الكاديات المعروفين في تلك الفترة: ناثانييل "آيرون مان" أفيري، كارل جاكسون، وويلي "بابي" ستوكس.
ومن الأمور غير المعتادة أن نادي أوغوستا كان يوظف فقط رجالًا سودًا ككاديات. وصرّح المؤسس المشارك للنادي، كليفورد روبرتس، ذات مرة: "طالما أنا حي، سيكون جميع لاعبي الغولف من البيض وجميع الكاديات من السود." تُوفي كليفورد روبرتس سنة 1977؛ وبعد خمس سنوات، في نوفمبر 1982، أعلن الرئيس هورد هاردن أن اللاعبين باتوا يُسمح لهم باستخدام كادياتهم المعتادين في بطولة الماسترز. جاء الإعلان بعد سبعة أشهر من بطولة الماسترز 1982، حيث فشل العديد من الكاديات، بسبب الالتباس الناتج عن تأخير بسبب المطر يوم الخميس، في الحضور في الوقت المناسب صباح الجمعة؛ وقد تلقى هاردن رسائل شكوى لاذعة من بطلين سابقين من بينهم توم واتسون (لاعب غولف). في عام 1983، استخدم 12 لاعبًا كاديات من النادي، منهم حامل اللقب خمس مرات آنذاك جاك نيكولاس، وحامل اللقب آنذاك كرايغ ستادلر، والمستقبلي حامل اللقب مرتين بين كرينشاو.
كانت أول كادي أنثى في أوغوستا هي ابنة جورج آرتشر، إليزابيث، في عام 1983، وكان هذا الحدث الحادي والعشرين الذي تحمل فيه حقيبة والدها. وقد تعادل آرتشر، بطل 1969، في المركز الثاني عشر، وهو أحد أفضل نتائجه في أوغوستا. وحتى اليوم، لا تزال الكاديات الإناث نادرات في أوغوستا وعلى جولة PGA؛ ومعظمهن هن الكاديات المعتادات للاعبين المحترفين، مثل فاني سونيسون، التي عملت ككادي لعدة لاعبين في الماسترز، أبرزهم البطل ثلاث مرات نيك فالدو، وفي عام 2019، هنريك ستينسون.
خلال فعاليات ما قبل البطولة في 2007، عملت كيلي تيلغمان من قناة غولف تشانيل ككادي لأرنولد بالمر في مسابقة الثلاث ضربات. أما ابنة فوزي زولر، غريتشين، فكانت كاديه في آخر ظهور له كمشارك في البطولة عام 2009. كما حملت لاعبة التنس كارولين فوزنياكي، والتي كانت خطيبة روري ماكلروي آنذاك، حقيبته في مسابقات الثلاث ضربات أعوام 2013 و2014.
فاز كرينشاو بلقبي 1984 و1995 برفقة كادي نادي أوغوستا كارل جاكسون.

## الحوادث
في 22 أكتوبر 1983، اقتحم تشارلز هاريس، وهو رجل محلي عاطل عن العمل، بوابة رقم 3 بشاحنته دودج أثناء وجود الرئيس رونالد ريغان في ملعب الغولف. وكان هاريس مسلحًا بمسدس عيار .38، واحتجز ستة أشخاص كرهائن داخل متجر المحترفين، وهم أربعة موظفين واثنان من موظفي البيت الأبيض. أجرى رجال الشرطة والعملاء السريون اتصالًا هاتفيًا بهاريس داخل المتجر، ووضعوا الرئيس على الخط، إلا أن هاريس ظن أن الأمر خدعة وأغلق الخط. وبعد أن تم إجلاء ريغان من النادي، استسلم هاريس. وقد أُدين لاحقًا بتهمة الحجز الكاذب وحُكم عليه بالسجن خمس سنوات. وادعى أنه لم يكن ينوي إيذاء الرئيس، بل كان يرغب فقط في الحديث معه حول قضايا البطالة.

## الظهور في ألعاب الفيديو
يظهر نادي أوغوستا الوطني للغولف في سلسلة ألعاب الفيديو الحصرية في اليابان هاروكانارو أغوستا، التي بدأت في عام 1989. وقد قامت شركة تي أند إي سوفت بإنتاج هذه الألعاب. وكان من بين آخر إصدارات السلسلة لعبة ماسترز 98: هاروكا نارو أوغوستا التي صدرت على منصة نينتندو 64.
كما يظهر نادي أوغوستا الوطني للغولف وبطولة الماسترز في لعبة الفيديو تايجر وودز في الجولة الثانية عشرة من بطولة بي جي أيه: بطولة الماسترز، وظهرا لاحقًا في إصدارات تالية من اللعبة. وكان هذا أول ظهور رسمي للمسار في سلسلة ألعاب Tiger Woods. في عام 2021، أعلنت شركة EA Sports ونادي أوغوستا الوطني للغولف عن خطط لإحياء سلسلة PGA Tour الخاصة بهما، والتي ستتضمن مرة أخرى نادي أوغوستا الوطني وبطولة الماسترز. بالإضافة إلى ذلك، أعلنت EA أن لعبتها الجديدة جولة إيه أيه سبورت ستتضمن البطولات الكبرى الثلاث الأخرى—بطولة بي جي أيه، البطولة المفتوحة، وبطولة الولايات المتحدة المفتوحة.
كما استُخدم نادي أوغوستا الوطني سابقًا في لعبة الحاسوب مين 18 التي نُشرت في عام 1986 من قبل شركة Accolade.

## للمزيد من القراءة
- Andrisani، John، المحرر (2007). جنة الغولف: ذكريات المطلعين عن أول زيارة لهم إلى نادي أوغوستا الوطني للغولف. نيويورك: Thunder's Mouth Press. ISBN:9781560257882. OCLC:84741355.
- Owen، David (1999). صناعة الماسترز: كليفورد روبرتس، أوغوستا ناشونال، وأعرق بطولة في الغولف. نيويورك: Simon & Schuster. ISBN:9780684857299. OCLC:40550887.
- Roberts، Clifford (1976). قصة نادي أوغوستا ناشونال للغولف. غاردن سيتي، نيويورك: Doubleday. ISBN:9780385115438. OCLC:1992063.
- Shipnuck، Alan (2004). المعركة من أجل أوغوستا ناشونال: هووتي، مارثا، وسادة الكون. نيويورك: Simon & Schuster. ISBN:9780743255004. OCLC:54611131.

## روابط خارجية
- الموقع الرسمي
- فُروتلاندز/نادي أوغوستا ناشونال للغولف، جزء من برنامج مسارات التراث المشترك لإدارة المتنزهات الوطنية
- Augusta.com تغطية من صحيفة أوغوستا كرونيكل
- عرض جوي من خرائط جوجل
- دليل إلى أوغوستا ناشونال على موقع BBC
- دليل إلى أوغوستا ناشونال على موقع Golflink
- مخطط ثلاثي الأبعاد للمضمار على موقع ProVisualizer